# Le Dahlia noir (roman)
Pour les articles homonymes, voir Dahlia (homonymie) et Le Dahlia noir (homonymie).
Le Dahlia noir (titre original : The Black Dahlia) est un roman policier historique américain de James Ellroy paru en 1987, inspiré de l'affaire du Dahlia noir. L'affaire fut nommée ainsi par référence au film Le Dahlia bleu de George Marshall, sorti l'année précédente.
En France, il est traduit par Freddy Michalski, spécialisé en polars, et publié en 1988. Il est par la suite réédité en livre de poche en 2006 par Payot & Rivages dans la collection Rivages/Noir.

## Résumé
Le roman est inspiré de la mort de Elizabeth Short, dont le corps sectionné au niveau de la taille et meurtri de multiples lacérations au visage, fut retrouvé dans un terrain vague à Los Angeles le 15 janvier 1947. James Ellroy mêle ainsi réalité et fiction romanesque : le destin de deux amis, Dwight « Bucky » Bleichert et Leland « Lee » Blanchard, deux flics du LAPD qui enquêtent sur ce crime. Celui-ci, horrible, n'a jamais été résolu : James Ellroy en donne cependant une solution fictive.
Enquête policière classique et hors norme, mais également peinture de l’univers de la boxe, de l’amour, de la perversité et du sadisme. Catharsis de son enfance volée par le meurtrier de sa mère, ce roman est une manière de confesser les sentiments que l'auteur a pu ressentir envers celle qui l'a élevé durant les premières années de sa vie.
Son personnage principal, la ville de Los Angeles, est littéralement révélé dans cette œuvre et se montre sous un jour noir, surtout lorsque le racisme oublié des années 50 refait surface. Bucky, flic sans concession, est la représentation humaine de cette entité dangereuse. La dureté des mots, les phrases sèches et sans fioritures. C'est un adieu d'Ellroy à sa mère, Le Dahlia noir est une œuvre, cachée sous l'élégance mais aussi la violence d'un roman policier.

## Personnages
- Dwight « Bucky » Bleichert : policier du LAPD, et narrateur.
- Leland « Lee » Blanchard : lieutenant du LAPD, sauveur et protecteur de Kay Lake.
- Kay Lake : née à Sioux Falls Dakota du Sud. Ancienne compagne de Bobby De Witt, qui devint la protégée de Lee. Surnom : « Petite ».
- Madeleine Sprague : d'une ressemblance confondante avec le Dahlia, Madeleine est l'archétype des personnages « ellroyens ». Identité sexuelle ambiguë, flirtant avec l'inceste, s'identifiant au Dahlia, aux motivations floues. Personnage doté d'une forte identité romanesque et charismatique.

## Auteur
James Ellroy l’a souvent confessé : le meurtre de sa mère l’a marqué à vie. Il aurait tenté d’exorciser ses fantômes dans son livre Ma part d'ombre.
Ses remerciements iront à Steve Hodel, policier qui plus de 50 ans après les faits pense avoir résolu le meurtre de Lizz Short et peut-être celui de sa mère ; préfaçant L’Affaire du Dahlia noir  (2004) de Hodel, Ellroy écrira : « J'étais celui qui pose les questions. Il fut celui qui y répondit. J'étais le sceptique. Il fut celui qui prouva. »

## Quatuor de Los Angeles
Le Dahlia noir s’inscrit dans une tétralogie informelle se déroulant à Los Angeles dans les années 1950 :
1. Le Dahlia Noir (The Black Dahlia, 1987)
2. Le Grand Nulle part (The Big Nowhere, 1988)
3. L.A. Confidential (1990)
4. White Jazz (1991)

## Adaptations

### Cinéma
Brian De Palma a adapté au cinéma ce roman sous le titre Le Dahlia noir, avec Josh Hartnett, Aaron Eckhart, Scarlett Johansson et Hilary Swank. Le film est sorti en 2006.
D'une durée de 1h56, ce film retrace l'enquête de janvier 1947 sur la mort d’une actrice de série B, Elizabeth Ann Short, retrouvée sauvagement mutilée sur un terrain vague de Los Angeles et qui vire à l’obsession pour les deux inspecteurs du LAPD Dwight « Bucky » Bleichert et Leland « Lee » Blanchard qui en ont la charge.
« La grande scène de la découverte du corps d’Elizabeth Short, cauchemar un peu grotesque bourdonnant de visions épouvantables mais construit sur un schéma incroyablement sophistiqué et pervers, résume bien la symphonie de contrastes qui orchestre le film. »

### Bande dessinée
En 2013, Matz, David Fincher et Miles Hyman adaptent le roman de James Ellroy en bande dessinée : Le Dahlia noir.

### Radio
Un feuilleton diffusé sur France Culture (10 x 30 minutes) pour la première fois du 24 juin au 5 juillet 1991, et rediffusé en octobre 2024.
Réalisation Claude Guerre
Adaptation Michel Quint
Traduction Freddy Michalsky
Avec : Bernard-Pierre Donnadieu (Bleichert), Pierre Forest (Green), Jean-François Delacour (Loew), Caroline Chaniolleau (de) (Kay), René Renot (le speaker), Jean-Paul Racodon (l'arbitre), Olivier Guilbert (le médecin), Christian Ruche (Lee Blanchard), Marcel Tassimot (Millard),
Bruitages Patrick Martinache